# U-19-Fußball-Weltmeisterschaft der Frauen 2002
Die U-19-Fußball-Weltmeisterschaft der Frauen 2002 (offiziell 2002 FIFA U-19 Women’s World Championship) war die erste Ausspielung dieses Wettbewerbs für Fußballspielerinnen unter 19 Jahren (Stichtag: 1. Januar 1983) und fand  vom 17. August bis 1. September 2002 in Kanada statt. Kanada richtete damit erstmals ein FIFA-Turnier im weiblichen Bereich aus. Gespielt wurde in den Städten Edmonton, Vancouver und Victoria. Es nahmen 12 Mannschaften am Turnier teil. Sieger wurden die USA durch einen 1:0-Sieg nach Verlängerung über Gastgeber Kanada. Deutschland belegte den dritten Platz.

## Spielorte
| Edmonton |

| Vancouver |

| Victoria |

| Edmonton |

| Vancouver |

| Victoria |

## Teilnehmer
| 4 aus Europa                        | Deutschland | Dänemark | England | Frankreich |
| 3 aus Nord-, Mittelamerika, Karibik | Kanada      | Mexiko   | USA     |            |
| 2 aus Asien                         | Japan       | Taiwan   |         |            |
| 1 aus Südamerika                    | Brasilien   |          |         |            |
| 1 aus Afrika                        | Nigeria     |          |         |            |
| 1 aus Ozeanien                      | Australien  |          |         |            |

## Vorrunde

### Gruppe A
| Pl. | Land     | Sp. | S | U | N | Tore    | Diff. | Punkte |
| --- | -------- | --- | - | - | - | ------- | ----- | ------ |
| 1.  | Kanada   | 3   | 3 | 0 | 0 | 009:200 | +7    | 09     |
| 2.  | Japan    | 3   | 1 | 1 | 1 | 003:600 | −3    | 04     |
| 3.  | Dänemark | 3   | 1 | 0 | 2 | 005:600 | −1    | 03     |
| 4.  | Nigeria  | 3   | 0 | 1 | 2 | 002:500 | −3    | 01     |

|                             |   |          |           |
| 18. August 2002 in Edmonton |   |          |           |
| Kanada                      | – | Dänemark | 3:2 (1:0) |
| Nigeria                     | – | Japan    | 1:1 (1:1) |
| 20. August 2002 in Edmonton |   |          |           |
| Dänemark                    | – | Nigeria  | 2:1 (1:0) |
| Kanada                      | – | Japan    | 4:0 (2:0) |
| 22. August 2002 in Edmonton |   |          |           |
| Japan                       | – | Dänemark | 2:1 (0:1) |
| Nigeria                     | – | Kanada   | 0:2 (0:1) |

### Gruppe B
| Pl. | Land        | Sp. | S | U | N | Tore    | Diff. | Punkte |
| --- | ----------- | --- | - | - | - | ------- | ----- | ------ |
| 1.  | Brasilien   | 3   | 3 | 0 | 0 | 010:300 | +7    | 09     |
| 2.  | Deutschland | 3   | 2 | 0 | 1 | 005:200 | +3    | 06     |
| 3.  | Frankreich  | 3   | 1 | 0 | 2 | 002:700 | −5    | 03     |
| 4.  | Mexiko      | 3   | 0 | 0 | 3 | 005:100 | −5    | 0      |

|                              |   |             |           |
| 17. August 2002 in Vancouver |   |             |           |
| Deutschland                  | – | Frankreich  | 2:0 (1:0) |
| Mexiko                       | – | Brasilien   | 3:5 (1:3) |
| 19. August 2002 in Vancouver |   |             |           |
| Frankreich                   | – | Mexiko      | 2:1 (1:1) |
| Brasilien                    | – | Deutschland | 1:0 (0:0) |
| 21. August 2002 in Vancouver |   |             |           |
| Deutschland                  | – | Mexiko      | 3:1 (1:1) |
| Frankreich                   | – | Brasilien   | 0:4 (0:1) |

### Gruppe C
| Pl.                                      | Land          | Sp. | S | U | N | Tore    | Diff. | Punkte |
| ---------------------------------------- | ------------- | --- | - | - | - | ------- | ----- | ------ |
| 1.                                       | USA           | 3   | 3 | 0 | 0 | 015:100 | +14   | 09     |
| 2.                                       | Australien 1) | 3   | 1 | 1 | 1 | 005:500 | ±0    | 04     |
| 3.                                       | England 1)    | 3   | 1 | 1 | 1 | 005:500 | ±0    | 04     |
| 4.                                       | Taiwan        | 3   | 0 | 0 | 3 | 001:150 | −14   | 0      |
| 1) Australien durch Losentscheid Zweiter |               |     |   |   |   |         |       |        |

|                             |   |            |           |
| 17. August 2002 in Victoria |   |            |           |
| USA                         | – | England    | 5:1 (3:0) |
| Taiwan                      | – | Australien | 1:5 (0:2) |
| 19. August 2002 in Victoria |   |            |           |
| England                     | – | Taiwan     | 4:0 (2:0) |
| Australien                  | – | USA        | 0:4 (0:1) |
| 21. August 2002 in Victoria |   |            |           |
| England                     | – | Australien | 0:0       |
| Taiwan                      | – | USA        | 0:6 (0:4) |

### Drittplatzierte
| Pl. | Land       | Sp. | S | U | N | Tore    | Diff. | Punkte |
| --- | ---------- | --- | - | - | - | ------- | ----- | ------ |
| 1.  | England    | 3   | 1 | 1 | 1 | 005:500 | ±0    | 04     |
| 2.  | Dänemark   | 3   | 1 | 0 | 2 | 005:600 | −1    | 03     |
| 3.  | Frankreich | 3   | 1 | 0 | 2 | 002:700 | −5    | 03     |

## Finalrunde

### Viertelfinale
|                              |   |             |                      |
| 24. August 2002 in Vancouver |   |             |                      |
| Brasilien                    | – | Australien  | 4:3 n.GG. (3:3, 3:1) |
| 25. August 2002 in Edmonton  |   |             |                      |
| Japan                        | – | Deutschland | 1:2 n.GG. (1:1, 1:0) |
| 25. August 2002 in Victoria  |   |             |                      |
| USA                          | – | Dänemark    | 6:0 (3:0)            |
| 25. August 2002 in Edmonton  |   |             |                      |
| Kanada                       | – | England     | 6:2 (3:0)            |

### Halbfinale
|                             |   |             |                                 |
| 29. August 2002 in Edmonton |   |             |                                 |
| Brasilien                   | – | Kanada      | 1:1 n. V. (1:1, 0:1), 3:4 i. E. |
| 29. August 2002 in Edmonton |   |             |                                 |
| USA                         | – | Deutschland | 4:1 (3:1)                       |

### Spiel um Platz 3
|                                            |   |             |                      |
| 1. September 2002 um 20:00 Uhr in Edmonton |   |             |                      |
| Brasilien                                  | – | Deutschland | 1:1 (1:0), 3:4 i. E. |

### Finale
| Kanada                                               | Kanada | USA | USA |
| ---------------------------------------------------- | --- | --- | --- |
| Kanada                                               | \| 1. September 2002 in Edmonton (Commonwealth Stadium) \| \| Ergebnis: 0:1 n.GG. \| \| Zuschauer: 47.784 \| \| Schiedsrichterin: Dianne Ferreira-James ( Guyana) \|                                   | \| 1. September 2002 in Edmonton (Commonwealth Stadium) \| \| Ergebnis: 0:1 n.GG. \| \| Zuschauer: 47.784 \| \| Schiedsrichterin: Dianne Ferreira-James ( Guyana) \|                                                                                                   | USA |
| Kanada                                               | Erin McLeod, Carmelina Moscato, Sasha Andrews, Amy Vermeulen, Clare Rustad, Candace Chapman, Christine Sinclair, Kara Lang (74. Robyn Gayle), Katie Thorlakson, Brittany Timko Cheftrainer: Ian Bridge | Ashlyn Harris, Rachel Buehler (13. Jessica Ballweg), Jill Oakes, Lori Chalupny, Kendall Fletcher, Heather O’Reilly, Leslie Osborne, Keeley Dowling, Manya Makoski (59. Angela Woznuk, 105. Megan Kakadelas), Lindsay Tarpley, Kelly Wilson Cheftrainerin: Tracey Leone | USA |
| Kanada                                               | 0:1 Lindsay Tarpley (109., Golden Goal) | | USA |
| Kanada                                               | Robyn Gayle | | USA |
| 1. September 2002 in Edmonton (Commonwealth Stadium) | | |     |
| Ergebnis: 0:1 n.GG.                                  | | |     |
| Zuschauer: 47.784                                    | | |     |
| Schiedsrichterin: Dianne Ferreira-James ( Guyana)    | | |     |

## Beste Torschützinnen
| Rang | Spielerin          | Tore |
| ---- | ------------------ | ---- |
| 01   | Christine Sinclair | 10   |
| 02   | Kelly Wilson       | 09   |
| 03   | Lindsay Tarpley    | 06   |
|      | Marta              | 06   |
| 05   | Heather O’Reilly   | 04   |
| 06   | Anja Mittag        | 03   |
|      | Linda Bresonik     | 03   |
|      | ...                | 03   |
| 19   | Isabell Bachor     | 01   |
|      | Annelie Brendel    | 01   |
|      | Barbara Müller     | 01   |

## Auszeichnungen
- Goldener Ball

Die Kanadierin Christine Sinclair wurde mit dem Goldenen Ball als beste Spielerin ausgezeichnet. Der Silberne Ball ging an die Brasilianerin Marta und der Bronzenen Ball an die US-Amerikanerin Kelly Wilson.
- Goldener Schuh

Die Kanadierin Christine Sinclair gewann auch den Goldenen Schuh für die beste Torschützin des Turniers. Sie konnte in sechs Spielen 10 Tore erzielen. Die US-Amerikanerin Kelly Wilson erhielt den Silbernen Schuh (9 Tore) und der Bronzene Schuh ging an ihre Landsfrau Lindsay Tarpley, die wie die Brasilianerin Marta 6 Tore erzielte, aber mit vier Vorlagen besser platziert war.
- FIFA Fair Play Award

Der Fair-Play Award für die fairste Mannschaft des Turniers ging an Japan.

## Die deutsche Mannschaft
| Nr.         | Name               | Verein                 | geboren    | Spiele | Tore |
| Tor         | Tor                | Tor                    | Tor        | Tor    | Tor  |
| ----------- | ------------------ | ---------------------- | ---------- | ------ | ---- |
| 01          | Miriam Elling      | FFC Heike Rheine       | 18.08.1984 | 6      | 0    |
| 18          | Nadine Richter     | FFC Heike Rheine       | 24.07.1984 | 0      | 0    |
| Abwehr      |                    |                        |            |        |      |
| 03          | Linda Bresonik     | FCR 2001 Duisburg      | 07.12.1983 | 6      | 3    |
| 05          | Sarah Günther      | Hamburger SV           | 25.01.1983 | 6      | 0    |
| 04          | Susanne Kasperczyk | FC Teutonia Weiden     | 01.08.1985 | 2      | 0    |
| 15          | Christina Krüger   | FC Gütersloh 2000      | 29.11.1984 | 4      | 0    |
| 02          | Alexandra Stegmann | SC Freiburg            | 17.10.1983 | 6      | 0    |
| 12          | Jennifer Zietz     | 1. FFC Turbine Potsdam | 14.09.1983 | 6      | 0    |
| Mittelfeld  |                    |                        |            |        |      |
| 13          | Kerstin Boschert   | SC Freiburg            | 20.08.1983 | 1      | 0    |
| 07          | Annelie Brendel    | 1. FFC Turbine Potsdam | 24.09.1983 | 6      | 1    |
| 06          | Viola Odebrecht    | 1. FFC Turbine Potsdam | 11.02.1983 | 5      | 0    |
| 14          | Andrea Richter     | SV Hastenbeck          | 08.05.1984 | 2      | 0    |
| 08          | Anne-Katrin Sabel  | FSV Frankfurt          | 30.06.1983 | 6      | 0    |
| 17          | Karolin Thomas     | Tennis Borussia Berlin | 03.04.1985 | 1      | 0    |
| Angriff     |                    |                        |            |        |      |
| 11          | Isabell Bachor     | FSV Frankfurt          | 10.07.1983 | 5      | 1    |
| 16          | Patrizia Barucha   | 1. FFC Frankfurt       | 07.04.1983 | 3      | 0    |
| 09          | Anja Mittag        | 1. FFC Turbine Potsdam | 16.05.1985 | 6      | 3    |
| 10          | Barbara Müller     | FSC Mönchengladbach    | 03.03.1983 | 5      | 0    |
| Trainer     |                    |                        |            |        |      |
| Silvia Neid | Silvia Neid        | Silvia Neid            | 02.05.1964 |        |      |